# Келешьян, Дмитрий Григорьевич
Дмитрий Григорьевич Келешьян — российский музыкант, композитор, аранжировщик, журналист. Основатель групп «Пекин Роу-Роу» (совм. с Сергеем Тимофеевым) и «Хуже, чем дети».

## Биография
В 1989 году вместе с художником, поэтом и музыкантом Сергеем «Тимой» Тимофеевым и примкнувшими к нему деятелями ростовской независимой арт-сцены, включая группировку Искусство или смерть, создал в Ростове-на-Дону ставшую впоследствии легендарной группу «Пекин Роу-Роу».
В 2010 году Дмитрием Келешьяном была создана группа «Хуже, чем дети», впервые появившаяся на сцене 23 января 2010 года в ростовском клубе «Подземка».
В мае 2010 года принял участие в треш-акции игры на «Fucking butterflies» Вадима Морозова совместно с гитаристами Валерием Посиделовым, В. Князевым, Папой Срапой «Dick trasy style — installetion» на открытии центрального проекта Первой Южно-Российской биеннале современного искусства в Ростове-на-Дону.